# Iwona Bogacka
Iwona Urszula Bogacka (ur. 21 października 1967 w Morągu) – polska biolożka, specjalistka w zakresie fizjologii człowieka i zwierząt, profesor nauk biologicznych, profesor Uniwersytetu Warmińsko-Mazurskiego w Olsztynie.

## Życiorys
W 1991 ukończyła studia zootechniczne na Akademii Rolniczo-Technicznej im. Michała Oczapowskiego w Olsztynie. Doktoryzowała się w 1999 na Uniwersytecie Warmińsko-Mazurskim w Olsztynie na podstawie rozprawy zatytułowanej: Wpływ GnRH, oksytocyny i neuropeptydu VIP na uwalnianie hormonu luteinizującego, prolaktyny oraz beta-endorfiny przez komórki przysadki loszek, której promotorem była profesor Jadwiga Przała. Stopień naukowy doktora habilitowanego uzyskała w 2013 na Warszawskim Uniwersytecie Medycznym w oparciu o pracę pt. Rola receptorów aktywowanych przez proliferatory peroksysomów gamma (PPARγ) w ludzkiej podskórnej tkance tłuszczowej. Tytuł profesora nauk biologicznych otrzymała 9 lipca 2018.
Zawodowo związana z Uniwersytetem Warmińsko-Mazurskim w Olsztynie, na którym doszła do stanowiska profesora. W 2018 została kierownikiem Katedry Anatomii i Fizjologii Zwierząt. W latach 2018–2019 pełniła funkcję prodziekana Wydziału Biologii i Biotechnologii. W 2019, w wyborach uzupełniających, została wybrana na dziekana tej jednostki. W 2020 utrzymała stanowisko na kadencję 2020–2024.
Specjalizuje się w fizjologii człowieka i zwierząt. Opublikowała ok. 125 prac, wypromowała dwóch doktorów nauk biologicznych. 
W 2013 została odznaczona Srebrnym Krzyżem Zasługi.